# Краля Степан Ничипорович
Степан Ничипорович Краля, псевдонім: «Корінь»; (11 березня 1925, Новий Корець, Польща (нині Корецький район, Рівненська область) — 25 грудня 2007, Коломия) — підпільник ОУН, вояк УПА, заступник станичного коменданта СБ ОУН.
Народився в сім'ї заможного селянина. Закінчив початкову школу в селі Новий Корець. Після встановлення у 1939 р. радянської влади продовжив навчання в семирічці, але не закінчив її через початок Другої світової війни.

## Діяльність в ОУН
В 1940 р. у школі була створена підпільна ОУН, до якої увійшов Степан разом з старшим братом Сергієм. Організація існувала «трійками». Під час навчання переслідувався дирекцією школи та НКВС за читання літератури націоналістичного змісту. 1941 року почалися арешти підозрюваних в участі в ОУН. У шкільну ОУН було втілено провокаторів, які ініціювали підготовку акції з підняття жовто-блакитного знамена. На одній із таємних зустрічей, на приватній квартирі, було арештовано всіх учасників зібрання, а серед них — Кралю Сергія, брата, якому на той час виповнилося 19 років. Єдиний було дозволено передати братові одяг та харчі і повідомлено, що ув'язнених перевезуть до міста Рівного. З того дня подальша доля Сергія залишилася невідомою.

## Участь в УПА
У 1942 році Степан долучився до УПА і почав працювати заступником станичного коменданта СБ ОУН під псевдо «Корінь». Брав участь у акції захоплення лікаря для допомоги пораненим підпільникам, підтримував правопорядок в селі Новий Корець, організовував забезпечення продовольством підпілля, поширював націоналістичну літературу, зокрема газету УПА «Молода Україна», брав участь у акції захоплення устаткування районної друкарні для потреб УПА, отримав поранення під час бою з німецьким загоном біля річки Корчик в липні 1943 року.

## Арешт
25 квітня 1945 року був арештований органами НКВС. Як з'ясувалося, участь Кралі Степана Ничипоровича в роботі УПА підтвердив під час очної ставки в НКВС колишній районний комендант СБ при УПА, який, насправді, був втіленим представником НКВС, Пилип Пачковський. Рішенням сталінської трійки був засуджений до 20 років каторги. Відбував покарання у третьому «гірському» таборі (м. Норильськ). Був учасником Норильського повстання 1953 року. Після смерті Сталіна Кралі С. Н. вдалося передати до Москви лист-прохання про скорочення терміну ув'язнення.

## Після звільнення
15 червня 1956 року був звільнений та направлений в м. Коломию Івано-Франківської обл, куди, в 1947 році, уникаючи висилки до Сибіру, таємно переїхали батьки. Там закінчив вечірню школу та курси кондитерів. Працював на посаді кондитера у закладах громадського харчування Косівського, Коломийського, Надвірнянського районів Івано-Франківської області.
Одружився 1964 року з уродженкою с. Харалуг, Корецького району, Рівненської області Скарбарчук Ольгою Василівною. В 1966 році народилася дочка Мирослава. Родина проживає в Коломиї. З часу повернення з ув'язнення Краля Степан та його родина перебували під постійним наглядом КДБ. Після проголошення незалежності України був реабілітований в 1992 році. Відтоді активний учасник «Спілки репресованих та реабілітованих», «Братства ОУН-УПА». Брав участь у багатьох громадських акціях.
Помер 25 грудня 2007 року. Похований у м. Коломия на цвинтарі «Монастирок».